# 卡拉西奧洛帕拉奧爾梅多市

卡拉西奧洛帕拉奧爾梅多市（西班牙語：Municipio Caracciolo Parra Olmedo），是委內瑞拉的一個市，位於該國西部梅里達州，首府設於圖卡尼，面積689平方公里，2007年人口28,055，人口密度每平方公里41人。